# Aspekte

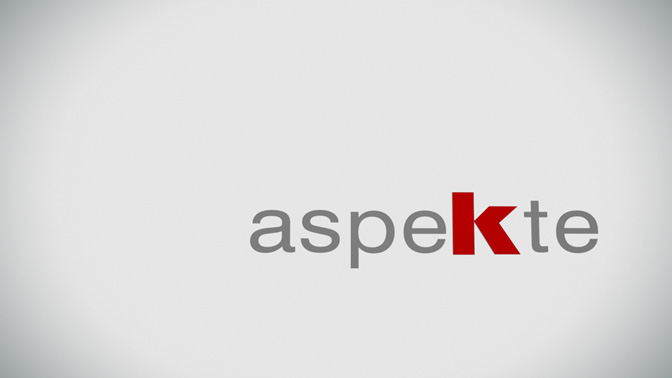
Ehemaliges Logo von Aspekte

Aspekte (eigene Schreibweise: aspekte) ist ein Kulturmagazin im ZDF, das seit 1965 regelmäßig, zurzeit wöchentlich im Programm ist. Auf dem aktuellen Sendeplatz (freitags gegen Mitternacht) werden im Durchschnitt 1,1 Millionen Zuschauer erreicht. 

## Geschichte
Vom 17. Oktober 1965 an wurden mit dem Kulturjournalisten Walther Schmieding als Moderator drei Sendungen unter dem Titel Kulturbericht ausgestrahlt. Ab dem 1. Januar 1966 lief die Sendung im zweiwöchentlichen Rhythmus unter dem Titeln Aspekte – Informationen aus dem Kulturleben. Für die Vermittlung eines allgemeinverständlichen Zugangs zu Theater, Musik, Kunst, Literatur, Kino und Kulturpolitik wurde Schmieding 1967 von der Zeitschrift Hörzu mit einer „Goldenen Kamera“ ausgezeichnet.
1969 wurde der vormalige Spiegel- und Stern-Redakteur Reinhart Hoffmeister weiterer Moderator und Redaktionsleiter der Sendung, die sich unter seiner Leitung nach und nach vom eher konservativen Kunstverständnis löste und zum politisierten Magazin wandelte, das von Kritikern mit Schmähungen wie „linker Kulturkampf“ und „rote Zelle Aspekte“ bezeichnet wurde. Hoffmeister behandelte Themen, die bis dahin nicht ins Kulturressort fielen: antiautoritäre Erziehung, Badesport, Jugendrebellion, Medienkritik, Sexwelle und – damals in schlechtem Ruf stehend – Denkmalschutz. Die spätere ZDF-Kampagne „Bürger, rettet Eure Städte“ wurde von Aspekte ins Leben gerufen. Ein Leitfaden zur Gründung von Bürgerinitiativen erzeugte bei den ZDF-Programmverantwortlichen Missfallen.
Zu einem Eklat kam es am 27. Februar 1974, als der Schriftsteller und spätere Bundestagsabgeordnete Gerhard Zwerenz behauptete, in Verbindung mit dem Frankfurter Häuserkampf habe die Polizei Inhaftierte gefoltert. Daraufhin wurde Hoffmeister zunächst fristlos vom ZDF gekündigt, und er wurde mit Hausverbot belegt, dann aber wurde er auf Druck des PEN-Clubs und der breiten Öffentlichkeit wieder eingestellt. Die von Zwerenz unterstellten Menschenrechtsverletzungen erwiesen sich als real, beteiligte Beamten wurden gerichtlich verurteilt.
Von 1975 bis 1977 gestalteten Monika Meynert, Wiltrud Mannfeld und Wolfgang M. Ebert das Magazin abwechselnd. Während Mannfeld ihre Schwerpunkte im Bereich Jugendprotest setzte, brachte Ebert Beiträge über Aktionskunst und moderne Architektur ein.
1978 folgte als Redaktionsleiter Dieter Schwarzenau (1937–2010), der den seitens der ZDF-Programmdirektion gewünschten Umbau von Aspekte zu einer publikumsfreundlicheren Sendung durchsetzte, die nun wöchentlich mit wechselndem Sendetermin ausgestrahlt wurde. Eine Trennung von Redaktion und Moderation führte zu einem für Aspekte untypisch häufigen Wechsel der Moderatoren Alexander U. Martens, Christina von Braun, Manuela Reichart, Anne Linsel und Hannes Keil. Keils besonderes Augenmerk galt der visuellen Gestaltung der Sendung, wobei er einen minimalistischen Ansatz verfolgte. Der von Schwarzenau als Kino-Kritiker berufene Peter W. Jansen wurde mit seiner „Kino-Notiz“ zur anerkannten Instanz im deutschen Filmgeschäft, die 10 Jahre später Comedians wie Olli Dittrich als Vorlage für ihre Parodien diente. Darüber hinaus wurde Literatur ein neuer Schwerpunkt des Magazins bei dem insbesondere Ostblock-Autoren und Dissidenten zu Wort kamen. Der Literaturkritiker Marcel Reich-Ranicki sammelte bei Aspekte erste TV-Erfahrungen, die später in die Sendung Das Literarische Quartett mündeten. Schwarzenau wurde Mitte 1988 als Pressesprecher des ZDF abberufen.
Im September 1988 folgte Johannes Willms, der die Zeit des kulturellen Umbruchs in West und Ost begleitete und sich dabei nicht auf die Beobachtung der Kunst beschränkte, sondern selbst Kunstfilm schaffen ließ. Nach der Perestroika wurde auch der Einzug des Kapitalismus in Russland thematisiert.
Als im August 1992 Willms Chef des Feuilletons der Süddeutschen Zeitung wurde, war Aspekte nur noch alle 14 Tage zu sehen und wurde vom traditionellen Freitagstermin auf Dienstagabend verlegt. Willms’ Nachfolger wurde Manfred Eichel, der beim NDR-Fernsehen in Hannover und Hamburg 17 Jahre lang die Sendungen Kultur aktuell und Kulturreport produziert hatte. 1992 holte ihn das ZDF nach Mainz, als Chef von Aspekte, des Literarischen Quartetts und der Feature-Redaktion „Literatur und Kunst“. Bis Anfang 2000 hatte er in einem Vierteljahrhundert für ARD und ZDF weit mehr als 500 Kulturmagazine verantwortet und die meisten selbst moderiert.
Ab Oktober 1993 wurde das Magazin, auf 30 Minuten gekürzt, wieder wöchentlich auf dem alten Sendeplatz ausgestrahlt. Aspekte widmete sich, neben den eingeführten Mainstream-Themen wie Film und Bestseller, Soziales und Politik gezielt den aktuellen Spielarten der Kultur. Programmatisch wurden Entdeckungen, also junge, relativ unbekannte Kreative präsentiert und wie selbstverständlich neben die Großen der Zunft gestellt. Die Themen konzentrierten sich auf aktuelle Kunst und zeitgenössische Musik, experimentelles Theater und Tanztheater. Der Aspekte-Literaturpreis wurde durch eine neue junge Jury, durch eine spektakuläre Preisverleihung auf der Frankfurter Buchmesse und durch ausführliche Porträts der ausgezeichneten Autoren in der Sendung selbst aufgewertet.
Im Jahr 2000 zog die Sendung nach Berlin um; Wolfgang Herles wurde Chef der Aspekte-Redaktion und neben Luzia Braun Moderator. Der Fokus der Sendung erweiterte sich auf einen Blick, der nun auch Hintergrundpolitik abseits des Tagesgeschehens thematisierte. Neu hinzu kamen Rubriken wie die Beitragsreihe zum Thema Zukunft unter dem Titel Aspekte übermorgen sowie Sondersendungen wie die Interview-Reihe Blaues Sofa von der Frankfurter Buchmesse. In mittlerweile 25 Beiträgen seit dem Jahr 2000 widmen sich die Autoren Themen wie Künstliche Intelligenz, Gentechnik, Ernährung der Zukunft, Identität, Überwachung, Nano-Technologie oder auch der Überalterung der Gesellschaft unter dem Titel Die glücklichen Alten.
Herles übergab im Juli 2011 die Leitung der Sendung an Christhard Läpple und moderierte von September 2011 bis Mai 2015 die aus Aspekte hervorgegangene Literatursendung Das blaue Sofa einmal monatlich am selben Sendeplatz. Luzia Braun wurde stellvertretende Redaktionsleiterin und moderierte von Juli bis Dezember 2011 allein.
Seit dem 13. Januar 2012 wird die Sendung von Katty Salié moderiert. Als Vertretung stand Tobias Schlegl gelegentlich vor der Kamera. Am 1. Januar 2013 ging die Aspekte-Redaktion in der neu gegründeten Redaktion Kultur Berlin auf. Redaktionsleiter wurde Daniel Fiedler. Im Februar 2014 wurde die Sendung stark ausgebaut. Die Sendezeit wurde um 15 auf 45 Minuten verlängert und findet seitdem mit Publikum statt. Das Moderatorenteam wurde um Jo Schück ergänzt und die aufgezeichnete Sendung im wöchentlichen Wechsel von zwei der drei Moderatoren präsentiert, die sich nach Film-Einspielern mit Künstlern und Menschen aus der Kulturszene unterhalten. Auch finden seitdem Live-Auftritte von Künstlern in der Sendung statt. Nach Schlegls Ausscheiden moderierten Salié und Schück die Sendung abwechselnd. Seit Mai 2022 verstärkt Salwa Houmsi das Moderationsteam.
Seit dem 23. Oktober 2020 wird Aspekte nicht mehr in einem Fernsehstudio produziert, sondern als Reportageformat. Die Moderatoren sind an unterschiedlichen Orten unterwegs und sprechen mit Kulturschaffenden. Auch Filmeinspieler zu aktuellen Schwerpunktthemen und Auftritte von Musikern sind weiter Teil der Sendung.
Als Titelmelodie wurde viele Jahre ein Ausschnitt aus der 1. Sinfonie von Sergei Prokofjew verwendet. Der Titel Aspectacle von der Kölner Band Can wurde ab Februar 1978 einige Zeit zur Erkennungsmelodie. Bis 2012 wurde ein Stück namens Play the Chill von Phat Daddy aus der CD-Reihe Extreme Music Library eingesetzt, das vom ZDF nachbearbeitet wurde. Seit 2012 dient eine Komposition des Seeed-Keyboarders Torsten Reibold als Titelmelodie. Laut ZDF kostet die Sendung pro Ausgabe ca. 91.000 Euro.

### Redaktionsleiter
- Oktober 1965 bis Dezember 1968: Walther Schmieding
- Januar 1969 bis Juli 1975: Reinhart Hoffmeister
- August 1975 bis Februar 1977: Wolfgang Ebert, Wiltrud Mannfeld und Monika Meynert
- März 1977 bis August 1988: Dieter Schwarzenau
- September 1988 bis August 1992: Johannes Willms
- September 1992 bis Dezember 1999: Manfred Eichel
- Januar 2000 bis Juni 2011: Wolfgang Herles
- Juli 2011 bis Dezember 2012: Christhard Läpple

Kultur Berlin
- seit Januar 2013: Daniel Fiedler

### Aspekte online
Aspekte präsentiert sich auf den Internet-Seiten des ZDF. Die Sendung ist freitags ab 21 Uhr vorab in der ZDF-Mediathek zu finden.

### Rezeption
Jan Böhmermann karikierte Aspekte mit "Und jetzt kommen wieder die systemtreuen Hofnarren".

### Das blaue Sofa

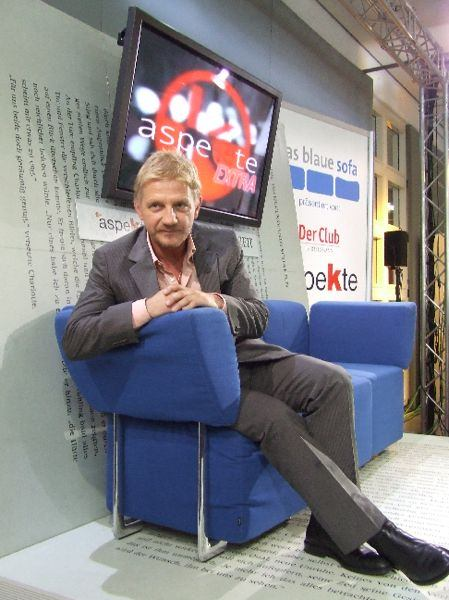
Sönke Wortmann auf dem blauen sofa auf der Frankfurter Buchmesse 2006

Von 2000 bis 2022 gab es auf den Buchmessen in Frankfurt und Leipzig ein Aspekte extra unter dem Namen das blaue sofa.
In jeweils 15 bis 30 Minuten wurde ein Autor auf dem Blauen Sofa über sein neuestes Werk interviewt. Die Interviews wurden auf den ZDF-Webseiten zur Onlineansicht gestellt. Ausgewählte wurden im Programm von 3sat beziehungsweise in Die lange Nacht des blauen Sofas im Nachtprogramm des ZDF gezeigt.
Das Blaue Sofa stand jahrelang auf einem überdimensionalen aufgeschlagenen Buch. Es handelte sich dabei um den Roman Die Wahlverwandtschaften von Johann Wolfgang von Goethe. Später präsentierte sich das Blaue Sofa auch in anderen Bühnen-Designs.
Ende 2022 kündigten das ZDF und 3sat an, die Zusammenarbeit mit den Kooperationspartnern Bertelsmann und Deutschlandfunk Kultur zu beenden und stattdessen künftig auf eine eigene Literaturbühne auf den Buchmessen zu setzen. Bertelsmann will das Blaue Sofa mit einem neuen Konzept weiterführen.
Ab dem 16. September 2011 trug zudem eine eigene Literatursendung im ZDF den Titel Das blaue Sofa, in der Wolfgang Herles mit dem Möbelstück auf Reisen ging. In jeder Sendung traf er Schriftsteller am Ort ihres Wirkens oder am Schauplatz der Romanhandlung und stellte literarische Neuerscheinungen vor. Insgesamt waren etwa 75 Schriftsteller zu Gast. Die halbstündige Produktion kostete laut ZDF ca. 80.000 Euro. Mit der letzten Ausgabe vom 1. Mai 2015 wurde die Sendung eingestellt, da Herles im Spätsommer 2015 in Pension ging. Anfang Oktober 2015 wurde ein Revival des Literarischen Quartetts zur Nachfolgesendung.

## Auszeichnungen
- 2016: Echo in der Kategorie „Partner des Jahres“.